# Bryophryne abramalagae
Espèce
Bryophryne abramalagae est une espèce d'amphibiens de la famille des Craugastoridae.

## Répartition
Cette espèce est endémique de la province de La Convención dans la région de Cuzco au Pérou. Elle se rencontre à 4 000 m d'altitude.

## Description
Les mâles mesurent de 15,9 à 19,7 mm et la femelle 20,1 mm.

## Étymologie
Son nom d'espèce lui a été donné en référence au lieu de sa découverte, l'Abra Málaga.

## Publication originale
- Lehr & Catenazzi, 2010 : Two new species of Bryophryne (Anura: Strabomantidae) from high elevations in southern Peru (region of Cusco). Herpetologica, vol. 66, no 3, p. 308-319 (texte intégral).